# Wall Street Tragedy
Wall Street Tragedy è un film muto del 1916 diretto da Lawrence Marston. Fu l'ultima pellicola diretta da Marston che, in seguito, continuò a lavorare saltuariamente per il cinema come sceneggiatore e come supervisore alla produzione.

## Produzione
Il film fu prodotto dalla Mirror Films.

## Distribuzione
Distribuito dalla Mutual Film (Mutual Masterpictures De Luxe Edition), il film uscì nelle sale cinematografiche USA il 14 agosto 1916.